# Спектр мас

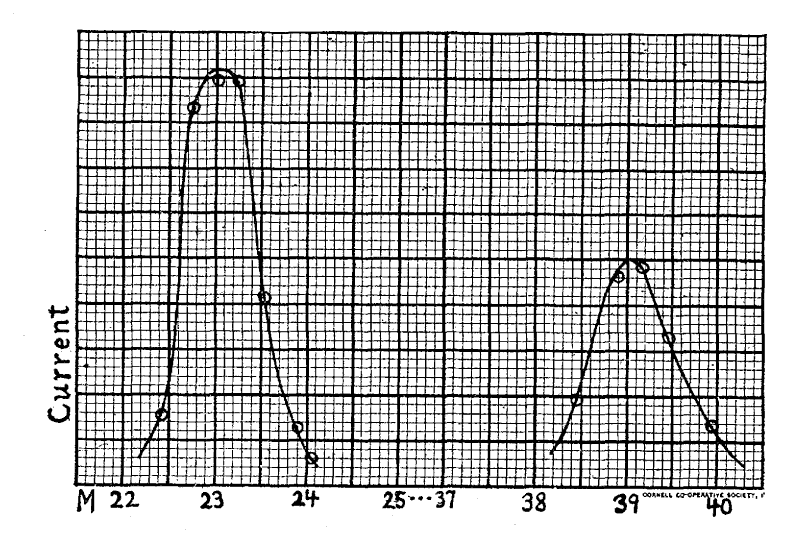
Спектр мас додатних іонів натрію та калію з публікації Артур Джефрі Демпстер 1918 року «Новий метод аналізу анодних променів» ("A new Method of Positive Ray Analysis " Phys. Rev. 11, 316 (1918))

Спектр мас — набір значень мас елементарних частинок.
Маса елементарної частинки складається з її «затравкової маси» та ефектів віртуальної взаємодії з фізичним вакуумом, які проявляються у вигляді перенормування маси. Якщо останні піддаються обчисленню в межах квантової теорії поля, то «затравкові» маси є первинними сталими фізичних теорій. В умовах, відмінних від фізичного вакууму (наприклад, у зовнішніх електромагнітних полях) значення маси частинки також може змінитися (так зване кінцеве перенормування маси).
1966 року Марков висловив припущення про існування елементарної частинки з екстремально великою масою — максимона. Важчі частинки, довжина хвилі де Бройля яких менша за їхній гравітаційний радіус є квантовими чорними дірами. Знаходженням спектру мас квантових чорних дір займається квантова теорія гравітації.
Спроби аналітично вивести спектр мас із перших принципів поки що не мали успіхом. Пояснення спектра мас спостережуваних частинок є одним з актуальних питань сучасної фізики.